# Cladosporium inopinum
Cladosporium inopinum är en svampart som först beskrevs av Franz Petrak, och fick sitt nu gällande namn av U. Braun 1995. Cladosporium inopinum ingår i släktet Cladosporium och familjen Davidiellaceae.   Inga underarter finns listade i Catalogue of Life.